# Microrregión del Sertón de Senador Pompeu
La Microrregión del Sertón de Senador Pompeu es una de las  microrregiones del estado brasileño del Ceará perteneciente a la mesorregión  Sertones Cearenses. Su población fue estimada en 2005 por el IBGE en 210.032 habitantes y está dividida en ocho municipios. Posee un área total de 9.786,680 km².

## Municipios
- Acopiara
- Deputado Irapuan Pinheiro
- Milhã
- Mombaça
- Pedra Branca
- Piquet Carneiro
- Senador Pompeu
- Solonópole

- Datos: Q1125750